# Take Me Home (One Direction)
| Recensione | Giudizio |
| ---------- | -------- |
| AllMusic   |          |

Take Me Home è il secondo album della boy band anglo-irlandese One Direction, uscito il 9 novembre 2012 sotto l'etichetta Syco - Sony BMG.

## Descrizione
L'album era stato annunciato a inizio 2012, e confermato nel corso dei mesi tra aprile e maggio dello stesso anno. Ed Sheeran e Tom Fletcher dei McFly confermarono la loro collaborazione e figurano come autori di alcuni brani. L'album è stato preceduto da due singoli, Live While We're Young e Little Things, usciti rispettivamente a settembre e a inizio novembre.

## Tracce
1. Live While We're Young – 3:20 (Rami Yacoub, Carl Falk, Savan Kotecha, Akka)
2. Kiss You – 3:03 (Rami Yacoub, Carl Falk, Savan Kotecha, Shellback, Kristian Lundin, Albin Nedler, Kristoffer Fogelmark, Akka)
3. Little Things – 3:39 (Ed Sheeran, Fiona Bevan, Akka)
4. C'mon, C'mon – 2:45 (Jamie Scott, John Ryan, Julian C. Bunetta)
5. Last First Kiss – 3:23 (Albin Nedler, Fogelmark, Rami Yacoub, Carl Falk, Savan Kotecha, Liam Payne, Zayn Malik, Louis Tomlinson)
6. Heart Attack – 2:56 (Rami Yacoub, Carl Falk, Savan Kotecha, Shellback, Kristian Lundin)
7. Rock Me – 3:20 (Lukasz Gottwald, Henry Walter, Peter Svensson, Allan Grigg, Sam Hollander)
8. Change My Mind – 3:32 (Rami Yacoub, Carl Falk, Savan Kotecha)
9. I Would – 3:21 (Tom Fletcher, Danny Jones, Dougie Poynter, Olly Murs)
10. Over Again – 3:02 (Ed Sheeran, Robert Conlon Gosling)
11. Back for You – 2:58 (Kristoffer Fogelmark, Albin Nedler, Savan Kotecha, Rami Yacoub, Harry Styles, Liam Payne, Louis Tomlinson, Zayn Malik, Niall Horan)
12. They Don't Know About Us – 3:20 (Tebey Ottoh, Tommy Lee James, Peter Wallevik, Tommy P. Gregersen)
13. Summer Love – 3:28 (Niall Horan, Hector, Steve Robson, Lindy Robbins, Zayn Malik, Liam Payne, Louis Tomlinson, Harry Styles)

Tracce bonus nella Yearbook Edition
1. She's Not Afraid – 3:12 (Jamie Scott, John Ryan, Julian C. Bunetta)
2. Loved You First – 3:12 (Tebey, Julian C. Bunetta, John Ryan, Tommy Lee James)
3. Nobody Compares – 3:03 (Rami Yacoub, Carl Falk, Savan Kotecha, Shellback)
4. Still the One – 3:20 (Rami Yacoub, Carl Falk, Savan Kotecha, Liam Payne, Louis Tomlinson, Harry Styles)

Tracce bonus nell'edizione di Target
1. Truly Madly Deeply – 3:01 (Travor Dahl, Toby Gad, Robbins)
2. Magic – 3:05 (Rami Yacoub, Carl Falk, Savan Kotecha)
3. Irresistible – 3:59 (Niall Horan, Danny Jones, Zayn Malik, Liam Payne, Poynter, Harry Styles, Louis Tomlinson)
4. One Thing (Live) – 3:26
5. I Wish (Live) – 3:48 (Rami Yacoub, Carl Falk, Savan Kotecha)

In alcune edizioni dell'album, Live While We're Young compare con l'intro modificata rispetto alla versione originale del singolo, probabilmente a causa delle polemiche riguardanti la somiglianza con Should I Stay or Should I Go dei Clash: la nuova versione dura 3:12.

## Classifiche

### Classifiche settimanali
| Classifica        | Posizione massima |
| ----------------- | ----------------- |
| Australia         | 1                 |
| Austria           | 2                 |
| Belgio (Fiandre)  | 1                 |
| Belgio (Vallonia) | 3                 |
| Canada            | 1                 |
| Danimarca         | 1                 |
| Finlandia         | 2                 |
| Francia           | 1                 |
| Germania          | 2                 |
| Giappone          | 1                 |
| Italia            | 1                 |
| Messico           | 1                 |
| Norvegia          | 1                 |
| Nuova Zelanda     | 1                 |
| Paesi Bassi       | 1                 |
| Portogallo        | 1                 |
| Regno Unito       | 1                 |
| Spagna            | 3                 |
| Stati Uniti       | 1                 |
| Svezia            | 1                 |
| Svizzera          | 1                 |
| Ungheria          | 1                 |

### Classifiche di fine anno
| Classifica (2020) | Posizione |
| ----------------- | --------- |
| Belgio (Fiandre)  | 112       |
| Irlanda           | 42        |
| Classifica (2021) | Posizione |
| Belgio (Fiandre)  | 118       |
| Portogallo        | 95        |
| Classifica (2022) | Posizione |
| Belgio (Fiandre)  | 188       |

### Classifiche di fine decennio
| Classifica (2010-19) | Posizione |
| -------------------- | --------- |
| Paesi Bassi          | 22        |